# Johann I. von Paderborn

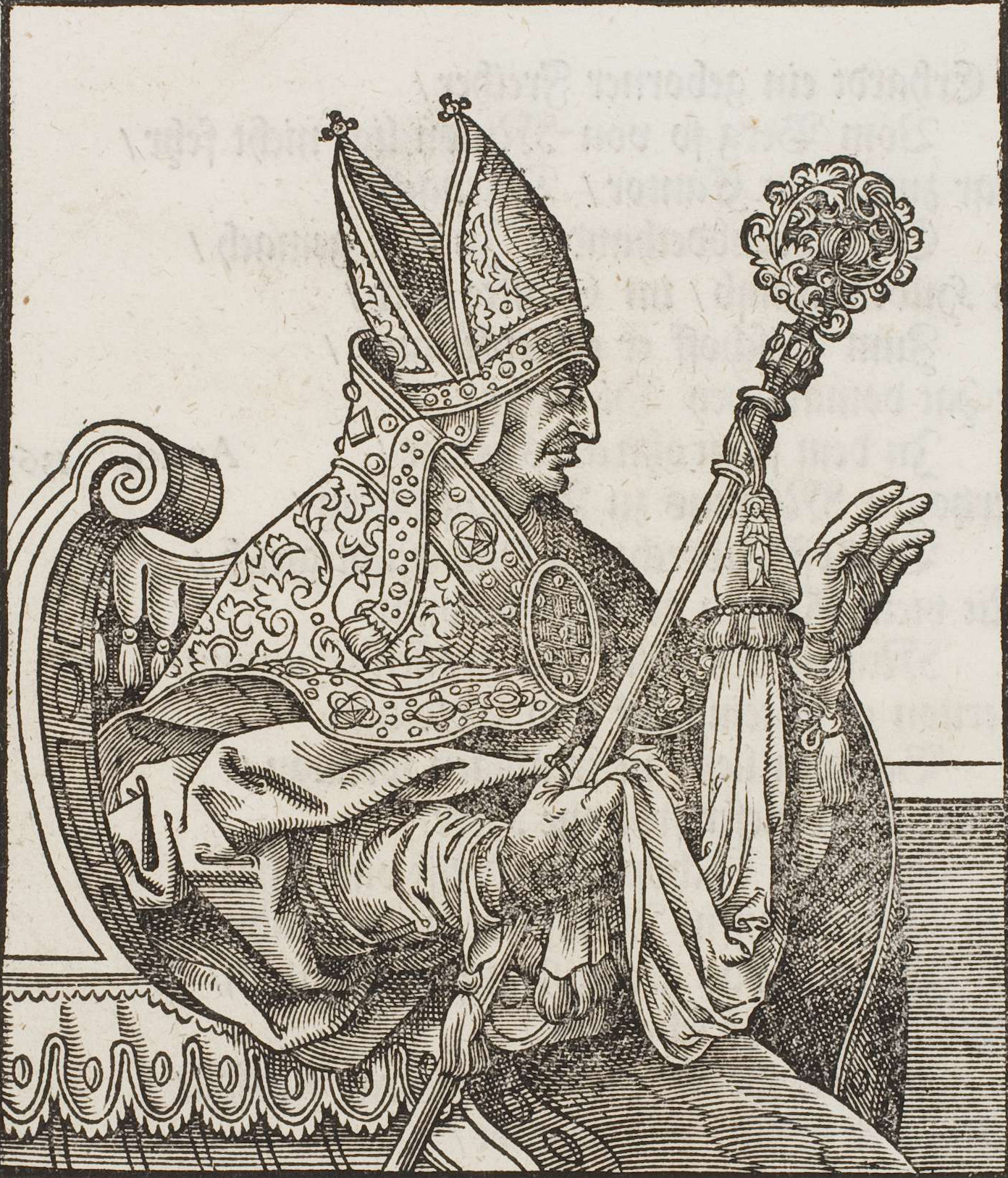
Johann von Hoya

Johann I. von Hoya (auch Johannes de Hoye; * 1355; † 12. Mai 1424 in Hildesheim) war Fürstbischof von Paderborn 1394 bis 1399 und als Johann III. von Hoya Fürstbischof von Hildesheim 1399 bis 1424. Er entstammt dem Geschlecht der Grafen der Obergrafschaft Hoya.

## Leben

Zwei Siegel des Johanns von Hoya:
links von 1408, rechts von 1421

Johann war der jüngste von drei Söhnen des ehemaligen Domherren von Bremen und Hildesheim Graf Johann von Hoya und seiner Frau Herzogin Helen von Sachsen-Lauenburg (Hochzeit 1338). Beide dynastischen Familien von Hoya und von Sachsen-Lauenburg beherrschten zur Jahrhundertwende durch geschickte Heirats- und Bistumspolitik Nordwestdeutschland. Johann sollte Bischof von Paderborn und im Anschluss von Hildesheim werden, der älteste Bruder Graf Erich heiratete 1390 Herzogin Helene zu Braunschweig und Lüneburg. Der zweitgeborene Bruder Otto wurde 1392 Bischof von Münster und die einzige Schwester Irmgard heiratete Simon III. zur Lippe-Detmold. Johann selbst wurde mit Hilfe seiner regional einflussreichen Familie zunächst Mitglied der Domkapitel von Bremen, Köln, Münster, Osnabrück und Minden. Es war auch der Einfluss der Familie, der das Paderborner Domkapitel und die römische Kurie dazu bewog, Johann das Bistum Paderborn zu übertragen, obwohl dieser nicht Mitglied des Kapitels war. Die Provision durch das Domkapitel fand am 29. Juni 1394, die Postulation durch Papst Bonifaz IX. am Vigiltag von Mariä Geburt (7. September 1394) statt. Die genauen Umstände der Ernennung Johanns sind dabei nicht bekannt. Schon zwei Jahre später, 1396, wurde Johann zum Koadjutor von Hildesheim bestimmt. Die Postulation durch das Domkapitel Hildesheim erfolgte am 30. November 1398, Papst Bonifaz IX. erteilte am 14. Februar 1399 wiederum eine Provision für Johann, diesmal für Hildesheim.
Johann war während seiner Zeit als Bischof von Paderborn durchaus politisch erfolgreich. So schaffte er mit Paderborner Truppen sowohl für sein Bistum als auch gemeinsam mit seinem Bruder für Münster die Zerschlagung der Rebellen des Bengeler Bundes. Als geistliches Oberhaupt ist er nicht aufgetreten, hat er doch auch die höheren Weihen nie erhalten. Sein Lebenswandel galt nicht nur als unreligiös, sondern als anstößig und unsittlich. So hat sein Biograph Adolf Bertram für die Hildesheimer Zeit festgehalten, dass „sein Andenken ein so unrühmliches, wie das keines seiner Vorgänger“ war. Am 22. Mai 1406 beschossen Truppen von Johann unter Führung von Heinrich von Bortfeld sowie Burghard von Cramm mit modernen Kanonen die Burg Gebhardshagen und nahmen sie ein.
Am 12. Mai 1424 starb Johann. Die Legende sagt, dass seine Grabplatte unter dem Heziloleuchter im Dom zu Hildesheim umgedreht worden sei, um die in Stein gemeißelte Erinnerung an ihn auszulöschen.